# Eintracht Gelsenkirchen
Eintracht Gelsenkirchen (offiziell: Sportgemeinde Eintracht Gelsenkirchen e. V.) war  ein Sportverein aus dem Gelsenkirchener Stadtteil Ückendorf. Der Verein entstand am 30. Juni 1950 durch Fusion der Vereine Alemannia und Union Gelsenkirchen. Die erste Fußballmannschaft spielte zehn Jahre lang in der II. Division West und acht Jahre in der Regionalliga West.
Die größten Erfolge waren die Westfalenmeisterschaften in den Jahren 1964 und 1970 sowie die Qualifikation zum DFB-Pokal 1969/70. Spielstätte war bis 1967 das Stadion am Südpark und danach das Südstadion Gelsenkirchen. Am 15. Juni 1973 fusionierte Eintracht Gelsenkirchen mit dem Lokalrivalen STV Horst-Emscher zu Eintracht Gelsenkirchen-Horst. Dieser Verein nahm fünf Jahre später wieder den Namen STV Horst-Emscher an.
Im Jahr 1997 nahm der 1930 gegründete Verein SV Fortuna Gelsenkirchen den Namen Eintracht Gelsenkirchen an. Allerdings steht dieser Verein in keiner Verbindung mit der historischen Eintracht.

## Geschichte

### Die Stammvereine
Alemannia Gelsenkirchen entstand im Jahr 1911 durch Fusion von Viktoria Gelsenkirchen und SuS Leithe zum SV Rheinelbe Gelsenkirchen, der später den Namen Alemannia annahm. Nach einer weiteren Fusion in BSG Gelsenguß Gelsenkirchen umbenannt, gelang der Mannschaft 1939 der Aufstieg in die erstklassige Gauliga Westfalen, wo Gelsenguß in der Saison 1940/41 Vizemeister wurde. Acht Jahre später gehörte der inzwischen wieder in Alemannia umbenannte Verein 1949 zu den Gründungsmitgliedern der II. Division West.
Fusionspartner Union entstand im Mai 1910 durch Fusion von Viktoria Gelsenkirchen-Neustadt mit Germania Ückendorf. Im Jahr 1931 erreichte die Union die Endrunde um die Westdeutsche Meisterschaft, wobei der Verein davon profitierte, dass der FC Schalke 04 wegen einer Profispieleraffäre auf den Großteil seiner Leistungsträger verzichten musste. Nachdem die Union zweimal in der Aufstiegsrunde gescheitert war, erreichte sie in der Saison 1940/41 die seinerzeit erstklassige Gauliga Westfalen. 1949 wurde der Verein in die neu geschaffene II. Division West aufgenommen.
In der Saison 1949/50 erreichte die Alemannia Platz 10, während die Union in der Parallelstaffel Letzter wurde. Beide Vereine gerieten allerdings in finanzielle Schwierigkeiten. Der Westdeutsche Fußball-Verband empfahl eine Fusion der beiden Vereine; diese wurde nach langem Hin und Her am 30. Juni 1950 vollzogen und so entstand die SG Eintracht Gelsenkirchen.

### II. Division West (1950 bis 1963)
Die Eintracht übernahm von der Alemannia den Startplatz in der II. Division West. Bereits zwei Jahre später stieg die Mannschaft in die Landesliga Westfalen ab. Die II. Division wurde 1952 von einer zwei- in eine eingleisige Liga umgewandelt und die Eintracht verpasste den für die Qualifikation nötigen achten Platz nur um einen Punkt. Drei Jahre später gelang der Wiederaufstieg. Zunächst sicherte sich die Eintracht in der Glückauf-Kampfbahn im entscheidenden Spiel um die Westfalenmeisterschaft durch ein torloses Unentschieden gegen den VfB 03 Bielefeld die Landesmeisterschaft. Da sowohl Mittelrheinmeister SV Bergisch Gladbach 09 als auch der Vize Stolberger SV verzichteten, stieg die Eintracht direkt in die II. Division auf.
Großen Anteil am sportlichen Aufschwung hatte die erfolgreiche Jugendarbeit des Vereins, die zahlreiche Juniorennationalspieler hervorbrachte. Eigengewächse wie Heinz Hornig oder Hans Nowak schafften es sogar in die Nationalmannschaft. Aus finanziellen Gründen musste der Verein jedoch seine Leistungsträger regelmäßig zu finanzkräftigeren Vereine ziehen lassen. Insbesondere der FC Schalke 04 bediente sich gerne bei der Eintracht. In der II. Division West erreichte die Eintracht dennoch stets Platzierungen in der oberen Tabellenhälfte. Höhepunkt dabei war Platz 3 in der Saison 1958/59, wobei die Gelsenkirchener allerdings sechs Punkte Rückstand auf Vizemeister Schwarz-Weiß Essen aufwiesen und den angestrebten Aufstieg in die Oberliga West deutlich verfehlten.
In den Spielzeiten 1960/61 und 1961/62 erreichte die Eintracht nochmals jeweils den vierten Platz. In der Saison 1962/63 ging es um die Qualifikation für die neu geschaffene Regionalliga West, für die sich die ersten acht Vereine qualifizieren sollten. Doch die Gelsenkirchener verloren am letzten Spieltag mit 1:2 beim Duisburger SpV, wodurch Arminia Bielefeld nach einem 4:1 über den Dortmunder SC 95 noch an der Eintracht vorbeizog. Die Gelsenkirchener wurden dadurch Zehnter und mussten in die Verbandsliga Westfalen absteigen.

### Regionalliga West (1963 bis 1973)
Ein Jahr später gewann die Mannschaft die Westfalenmeisterschaft gegen den Dortmunder SC 95. Nach Hin- und Rückspiel lagen beide Mannschaften gleichauf, so dass ein Entscheidungsspiel angesetzt wurde. Dieses gewann die Eintracht in Castrop-Rauxel mit 2:0. In der folgenden Aufstiegsrunde zur Regionalliga West setzten sich die Gelsenkirchener gemeinsam mit dem Homberger SV gegen den SV Schlebusch durch. 1965 hoffte die Eintracht auf ein Ligaspiel gegen den Lokalrivalen FC Schalke 04, der gerade sportlich aus der Bundesliga abgestiegen war. Nach dem Zwangsabstieg von Hertha BSC und der Aufstockung der Bundesliga verblieb Schalke jedoch in der Bundesliga.
In der zweiten Hälfte der 1960er Jahre setzte der Verein auf fertige Spieler statt auf den eigenen Nachwuchs. Trotzdem kam die Eintracht nicht aus der unteren Tabellenhälfte heraus. 1968 holte der damalige Eintracht-Kapitän Willi Koslowski den ehemaligen Schalker Willi Kraus, der nach mehreren Diebstählen seine Spielerlizenz verloren hatte, in das Südstadion. Nach einigen Spielen für die Eintracht wurde Kraus bei einer Diebestour in Osnabrück erwischt und festgenommen. Ohne Kraus schafften die Gelsenkirchener sportlich gerade noch den Klassenerhalt, doch die Affäre Kraus hatte für den Verein ein Nachspiel:
Der sportlich abgestiegene SC Viktoria Köln legte gegen die Wertung von drei Spielen, die die Eintracht mit Kraus gewonnen hatte, Protest ein, weil die Spielberechtigung von Willi Kraus durch das Oberlandesgericht Düsseldorf wieder aufgehoben wurde. Den Gelsenkirchenern wurden sechs Punkte abgezogen, wodurch die Eintracht absteigen musste und die Kölner die Klasse hielten. Eintracht Gelsenkirchen versuchte noch, eine Aufstockung der Regionalliga auf 20 Vereine zu erwirken, was vom Verband jedoch abgelehnt wurde.
Mit 56:4 Punkten wurden die Gelsenkirchener jedoch überlegen Meister ihrer Verbandsligastaffel und gewannen auch das Endspiel um die Westfalenmeisterschaft gegen Westfalia Herne mit 2:1. In der Aufstiegsrunde setzte sich die Eintracht mit Herne gegen Sterkrade 06/07 durch und schaffte den direkten Wiederaufstieg. Nach dem fünften Platz in der Saison 1970/71 rutschten die Gelsenkirchener wieder ins Mittelmaß ab. Als der DFB für 1974 die Einführung der 2. Bundesliga beschloss, fusionierte die Eintracht mit der STV Horst-Emscher zur STV Eintracht Gelsenkirchen-Horst.

### Eintracht Gelsenkirchen-Horst
Während der Saison 1972/73 wechselte Trainer Friedel Elting vom STV Horst-Emscher zur Eintracht. Wegen der bevorstehenden Einführung der Zweiten Liga warb Elting für eine Fusion der beiden Vereine. „Hund und Katze sollten sich vertragen, um zu einer zweiten Kraft in der Schalke-Stadt zu werden“, so Elting. Gegen alle Vorbehalte kam es am 15. Juni 1973 zur Fusion. Die Mannschaft lief nun in blau-rot-schwarzen Trikots auf und ließ sich im Fürstenbergstadion nieder. Die zusammengewürfelte Mannschaft, die durch den Verkauf einiger Leistungsträger der Eintracht ohnehin geschwächt war, erreichte in der Regionalligasaison 1973/74 nur den drittletzten Platz und stieg in die Verbandsliga ab. Das Ziel 2. Bundesliga wurde um Längen verfehlt.
Dazu kam, dass der Fusionsverein von vielen als Kunstprodukt angesehen wurde, der weder von den Horstern noch von den Eintracht-Anhängern angenommen wurde. Folgerichtig wandten sich immer mehr ehemalige Eintrachtler vom Fusionsverein ab. In der Verbandsliga kam der STV Eintracht nicht mehr über das Mittelmaß hinaus. Höhepunkte waren die Plätze acht 1975 und Platz neun zwei Jahre später. 1978 verpasste der Fusionsverein als Tabellenzwölfter auch die neu geschaffene Oberliga Westfalen und rutschte in die Viertklassigkeit ab. Da kaum noch ehemalige Eintracht-Mitglieder im Verein aktiv waren, wurde im Mai 1978 aus dem STV Eintracht Gelsenkirchen-Horst wieder die STV Horst-Emscher. Eine neue Eintracht wurde hingegen nicht gegründet.

## Persönlichkeiten

### Spieler
- Hans-Jürgen Becher
- Karl-Heinz Bente
- Edmund Brylewski
- Helmut Buhsfeld
- Heinz Fischer
- Hans-Jürgen Gede
- Wolfgang Glock
- Heinz Hornig
- Hans-Jürgen Jansen
- Willi Koslowski
- Willi Kostrewa
- Willi Kraus
- Wilfried Krause
- Ernst Kuster
- Heinz Meiners
- Hans Nowak
- Manfred Orzessek
- Holger Osieck
- Günter Pangerl
- Lothar Philipp
- Jürgen Radau
- Jan Roeloffzen
- Jürgen Rynio
- Franz-Josef Sarna
- Günter Schwaba
- Jürgen Tänzer
- Wolfgang Thier

### Trainer
- Friedel Elting
- Heinz Murach
- Jean Paffrath

### Sonstige
- Hellmut Krug (Schiedsrichter)

## Stadien

### Stadion am Südpark
Erste sportliche Heimat von Eintracht Gelsenkirchen war das Stadion am Südpark. Es wurde mit finanzieller Unterstützung von Ückendorfer Kaufleuten erbaut und am 9. April 1923 mit einem Freundschaftsspiel von Union Gelsenkirchen gegen die SpVgg Fürth eingeweiht. Vor 16.000 Zuschauern verlor Union mit 0:2. Dies war gleichzeitig der Zuschauerrekord. Das Stadion hatte ein Fassungsvermögen von 28.000 Plätzen und befand sich neben der Zeche Rheinelbe. Mitte der 1960er Jahre musste das Stadion dem Neubaugebiet In der Esch weichen und wurde abgerissen.

### Südstadion Gelsenkirchen
Im Jahre 1967 zog die Eintracht in das neu erbaute Südstadion um. Ursprünglich als Bezirkssportanlage angelegt wurde das geplante Fassungsvermögen von 10.000 auf 21.680 Plätze erweitert. Eröffnet wurde das Stadion mit einem Freundschaftsspiel der Eintracht gegen eine Gelsenkirchener Amateurauswahl. Rund 2.000 Zuschauer sahen einen 2:0 von Eintracht Gelsenkirchen. Während der Regionalligajahre wurde dreimal eine Rekordzuschauerzahl von 15.000 verzeichnet. Die Gegner hießen Rot-Weiss Essen, VfL Bochum bzw. Wuppertaler SV. Andere Quellen sprechen von 20.000 Zuschauern als Rekordmarke. Nach der Fusion mit dem STV Horst-Emscher spielte Eintracht Gelsenkirchen-Horst im Fürstenbergstadion.

## Die heutige Eintracht

### Übersicht
Im Jahr 1997 nahm der im Jahre 1930 gegründete Verein Fortuna Gelsenkirchen den Namen SG Eintracht Gelsenkirchen an. Zuvor gründete eine Gemeinschaft aus Ückendorfer Firmen und Privatleuten eine Fördergemeinschaft, die aus den Jugendabteilungen der Vereine Fortuna Gelsenkirchen, ETuS Gelsenkirchen, Arminia Ückendorf und Schwarz-Weiß Gelsenkirchen-Süd bestehen sollte. Die anderen Vereine zogen jedoch später zurück, so dass die Fortuna den Alleingang wagte und ihren Namen änderte.
Historisch besteht allerdings kein Zusammenhang zwischen Fortuna und der historischen Eintracht. Der neue Verein übernahm die Geschichte und die Tradition des alten Vereins. Über die Geschichte der Fortuna, die von 1980 bis 1982 in der Landesliga spielte, ist auf der Website der heutigen Eintracht nichts zu lesen. Im Sommer 2017 fusionierte die SG Eintracht Gelsenkirchen mit den Sportfreunden Gelsenkirchen zur SG Eintracht Gelsenkirchen 07/12. Die Sportfreunde spielten von 1964 bis 1970 in der Landesliga. 

### Sportliche Entwicklung
Vier Jahre nach der Umbenennung gelang der neuen Eintracht der Aufstieg in die Bezirksliga. In der Saison 2002/03 wurde die Eintracht dort Vizemeister hinter Karadeniz Herne. Die Vizemeister spielten im K.-o.-System einen weiteren Aufsteiger aus. Nach einem 3:1-Sieg über den 1. FC Preußen Hochlarmark scheiterten die Gelsenkirchener im Viertelfinale mit 1:3 am TSK Hohenlimburg. Nach einer weiteren Vizemeisterschaft in der Saison 2005/06 hinter Rot-Weiß Leithe gelang dann 2007 der Aufstieg in die Landesliga. Zwei Jahre später stiegen die Gelsenkirchener wieder ab und wurden in der folgenden Saison 2009/10 in die Kreisliga A durchgereicht. Seit dem Abstieg im Jahr 2014 spielte die Mannschaft in der Gelsenkirchener Kreisliga B.
Nach der Fusion im Jahre 2017 übernahm die SG Eintracht den Platz der Sportfreunde in der Kreisliga A und wurde dort zwei Jahre später Meister der Staffel 2. Das Endspiel um die Kreismeisterschaft und den direkten Aufstieg in die Bezirksliga wurde gegen den VfB Kirchhellen im Elfmeterschießen verloren, nachdem die Eintracht kurz vor Abpfiff der regulären Spielzeit noch mit 3:1 führte. Es folgten Relegationsspiele gegen Türkspor Dortmund, die jedoch mit 1:5 und 1:6 deutlich verloren wurden. Im Jahre 2024 verpasste die Eintracht die Qualifikation für die ab der folgenden Saison eingleisigen Kreisliga A und stieg ab.